# Mouchin

Mouchin este o comună în departamentul Nord, Franța. În 1 ianuarie 2022 avea o populație de 1.466 de locuitori.